# Paata
Paata (ou Patta) est une île et une municipalité du district de Faichuk, dans l'État de Chuuk, dans les États fédérés de Micronésie. Elle compte 2 103 habitants (2008).